# Desiree Ficker
Desiree Ficker née le 9 décembre 1976 à Potomac dans l'État du Maryland, est une triathlète professionnelle américaine. Vainqueur de compétition  Ironman 70.3.

## Biographie

### Jeunesse
Desiree Ficker commence le sport avec son père dès son plus jeune âge, Ses parents étant des adeptes de l'athlétisme. Elle accompagne souvent ses parents sur des courses internationales en France et en Italie. Elle pratique le cross country et participe à des compétitions enfantines dès l’âge de neuf ans. Elle ne cesse jamais ses activités physiques pendant ses périodes scolaire du collège et de l’université d'Alabama dont elle est diplômée en 1998. C'est cette année qu'elle s’intéresse plus particulière au triathlon et achète en 1999 son premier vélo de contre-la-montre. Elle se qualifie immédiatement pour le championnat du monde d'Ironman à Kona (Hawaï).

### Carrière en triathlon
Desiree remporte trois fois le Powerman d'Alabama de 2002 à 2004. Elle finit deuxième derrière l'australienne Michellie Jones aux championnats du monde d'Ironman à Kailua-Kona en 2006. Deux ans plus tard, elle remporte l'ironman 70.3 d'Afrique du Sud.

## Palmarès
Le tableau présente les résultats les plus significatifs (podium) obtenus sur le circuit international de triathlon et de duathlon depuis 2002,.
| Année | Compétition                                  | Pays           | Position          | Temps           |
| ----- | -------------------------------------------- | -------------- | ----------------- | --------------- |
| 2011  | Ironman 70.3 Allemagne                       | Allemagne      | Médaille d'argent | 4 h 42 min 15 s |
| 2010  | Wildflower Triathlon                         | États-Unis     | Médaille d'argent | 4 h 35 min 2 s  |
| 2009  | Ironman 70.3 Rhode Island                    | États-Unis     | Médaille d'argent | 4 h 27 min 20 s |
| 2008  | Ironman 70.3 Afrique du Sud                  | Afrique du Sud | Médaille d'or     | 4 h 46 min 46 s |
| 2007  | Ironman 70.3 Timberman                       | États-Unis     | Médaille d'or     | 4 h 25 min 54 s |
| 2006  | Ironman - Championnat du monde à Kailua-Kona | États-Unis     | Médaille d'argent | 9 h 24 min 2 s  |
| 2006  | Ironman 70.3 Buffalo-Springs                 | États-Unis     | Médaille d'argent | 4 h 28 min 21 s |
| 2005  | Ironman Arizona                              | États-Unis     | Médaille d'argent | 9 h 48 min 26 s |

| Année | Compétition                  | Pays       | Position      | Temps           |
| ----- | ---------------------------- | ---------- | ------------- | --------------- |
| 2004  | Powerman Alabama             | États-Unis | Médaille d'or | 2 h 35 min 18 s |
| 2003  | Powerman Alabama             | États-Unis | Médaille d'or | 2 h 39 min 9 s  |
| 2002  | Powerman Alabama             | États-Unis | Médaille d'or | 2 h 38 min 53 s |
| 2002  | Dannon Duathlon              | États-Unis | Médaille d'or | 1 h 28 min 39 s |
| 2002  | Blackwater Traverse Duathlon | États-Unis | Médaille d'or | 2 h 4 min 26 s  |

## Records personnels d'Athlétisme
| Distance      | Records | Année | Lieu      |
| ------------- | ------- | ----- | --------- |
| 10 kilomètres | 34.22   | 2001  | Rockville |
| Semi-marathon | 1:14.10 | 2007  | Austin    |
| Marathon      | 2:39.30 | 2009  | New York  |